# Brahmina pilifrons
Brahmina pilifrons är en skalbaggsart som beskrevs av Moser 1913. Brahmina pilifrons ingår i släktet Brahmina och familjen Melolonthidae. Inga underarter finns listade.